# 卡普里维地带

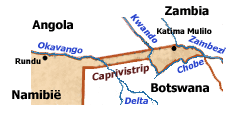
卡普里维地带地图

卡普里维地带（英語：Caprivi Strip）是纳米比亚东北部向东伸延约450千米的一条窄长地带，南部与博茨瓦纳、北部与安哥拉和赞比亚接壤，以西则是纳米比亚的奥卡汉贾区。该地带以宽多和赞比西两河为边界，最大城镇是卡蒂马穆利洛。该地带东部属卡普里维区，西部则属奥卡汉贾区。

## 历史
卡普里维地带以德国首相列奥·冯·卡普里维的名字命名。1890年，冯·卡普里维与英国举行谈判，最终德英两国签订《黑尔戈兰-桑给巴尔条约》，德国放弃在桑给巴尔的利益，以交换原归英国管辖的卡普里维地带以及位于北海的黑尔戈兰岛。卡普里维地带被并入德属西南非洲后，德国得以使用赞比西河连接其另一殖民地──位于非洲东岸的坦噶尼喀。
卡普里维地带的军事重要性很大。罗得西亚叢林戰爭（1970年－1979年）、非洲人国民大会对抗南非政府（1965年－1994年）以及安哥拉内战期间，该地带曾多次被不同军事力量入侵，作为连接不同地区的桥梁。
納米比亞獨立後，僅管全國政局穩定下來，卡普里维的局勢依舊很緊張，但與非洲其他衝突地區相比，卡普里维仍在納米比亞的掌控中，該地目前也未爆發大規模種族衝突。
17°52′S 23°02′E / 17.87°S 23.03°E